# Phan Xuân Nhuận
Phan Xuân Nhuận (1916 – ?), nguyên là cựu tướng lĩnh Bộ binh của Quân lực Việt Nam Cộng hòa, cấp bậc Chuẩn tướng. Ông xuất thân từ khóa đầu tiên tại Trường Võ bị Quốc gia do Chính phủ Quốc gia Việt Nam được sự hỗ trợ của Quân đội Pháp mở ra ở miền Trung. Trong suốt thời gian tại ngũ ông được giao cho những chức vụ chỉ huy trên nhiều lĩnh vực chủ yếu là những đơn vị Bộ binh.

## Tiểu sử & Binh nghiệp
Ông sinh vào tháng 2 năm 1916 tại xã Quảng Sơn, huyện Quảng Trạch (nay thuộc Thị xã Ba Đồn), Quảng Bình, miền Trung Việt Nam. Tốt nghiệp Trung học phổ thông chương trình Pháp với văn bằng Tú tài bán phần (Part I). Ông đã từng là Công chức phục vụ cho nhà nước Bảo hộ Pháp một thời gian dài trước khi gia nhập Quân đội

### Quân đội Liên hiệp Pháp
Tháng 9 năm 1948, thi hành lệnh động viên ông nhập ngũ vào Quân đội Liên hiệp Pháp, mang số quân: 36/200.147. Theo học khóa 1 Phan Bội Châu (sau đổi tên thành khóa Bảo Đại) tại trường Võ bị Quốc gia Huế, khai giảng ngày 1 tháng 10 năm 1948. Ngày 1 tháng 6 năm 1949 tốt nghiệp với cấp bậc Thiếu úy hiện dịch. Ra trường, ông được chuyển về một đơn vị Bộ binh giữ chức vụ Trung đội trưởng.

### Quân đội Quốc gia Việt Nam
Năm 1950, sau khi Quân đội Quốc gia Việt Nam chính thức được thành lập và tách rời khỏi Quân đội Liên hiệp Pháp, ông được được thăng cấp Trung úy giữ chức vụ Đại đội trưởng trong Tiểu đoàn Bộ binh Việt Nam. Qua năm 1952, ông được thăng cấp Đại úy lên làm Tiểu đoàn phó.
Năm 1954, sau khi ký kết Hiệp định Genève (20 tháng 7), ông được thăng cấp Thiếu tá và được cử giữ chức vụ Tiểu đoàn trưởng.

### Quân đội Việt Nam Cộng hòa
Tháng 10 năm 1955, sau khi hình thành Quân đội Việt Nam Cộng hòa đổi tên từ danh xưng Quân đội Quốc gia, ông được thăng cấp Trung tá và được cử giữ chức vụ Tiểu khu trưởng Tiểu khu Bình Thuận.
Tháng 5 năm 1962, ông được chỉ định làm Chỉ huy phó Bộ chỉ huy Biệt động quân dưới quyền chỉ huy trưởng là Đại tá Tôn Thất Xứng, sau khi bàn giao Tiểu khu Bình Thuận lại cho Đốc sự Hành chính Lưu Bá Châm. Đầu năm 1963, ông được bổ nhiệm chức vụ Chỉ huy trưởng Bộ chỉ huy Biệt động quân thay thế Đại tá Tôn Thất Xứng đi làm Tư lệnh phó Quân đoàn III. Tháng 11 năm 1963, ông được thăng cấp Đại tá tại nhiệm. Tháng 8 năm 1964, thăng cấp Chuẩn tướng tại nhiệm.
Tháng 3 năm 1966, nhận lệnh bàn giao Bộ chỉ huy Biệt động quân lại cho Trung tá Trần Văn Hai. Cùng thời điểm ông thuyên chuyển ra miền Trung để giữ chức Tư lệnh Sư đoàn 1 Bộ binh thay thế Thiếu tướng Nguyễn Văn Chuân đi làm Tư lệnh Quân đoàn I và Vùng 1 Chiến thuật. Tháng 6 cùng năm, vì liên quan đến vụ Biến động Miền Trung (ngày 9 tháng 3), ông bị cách chức Tư lệnh Sư đoàn 1 Bộ binh. Ngay sau đó ông phải bàn giao Sư đoàn lại cho Đại tá Ngô Quang Trưởng (nguyên Tư lệnh Phó Sư đoàn Nhảy Dù).
Ngày 8 và 9 tháng 7 năm 1966, ông bị Hội đồng Kỷ luật Đặc biệt của Quân lực Việt Nam Cộng hòa đưa ra xét xử, bị giáng xuống cấp Đại tá và buộc ông phải giải ngũ.

## 1975
Sau ngày 30 tháng 4, ông ra trình diện Uỷ ban Quân quản của Chính quyền Cách mạng, bị đưa đi tù lưu đày và khổ sai ở trại cải tạo Hoàng Liên Sơn, Yên Bái, miền Bắc Việt Nam.
Sau khi được trả tự do, ông cùng gia đình xuất cảnh sang định cư tại Hoa Kỳ và đã từ trần.